# Фототелеграф

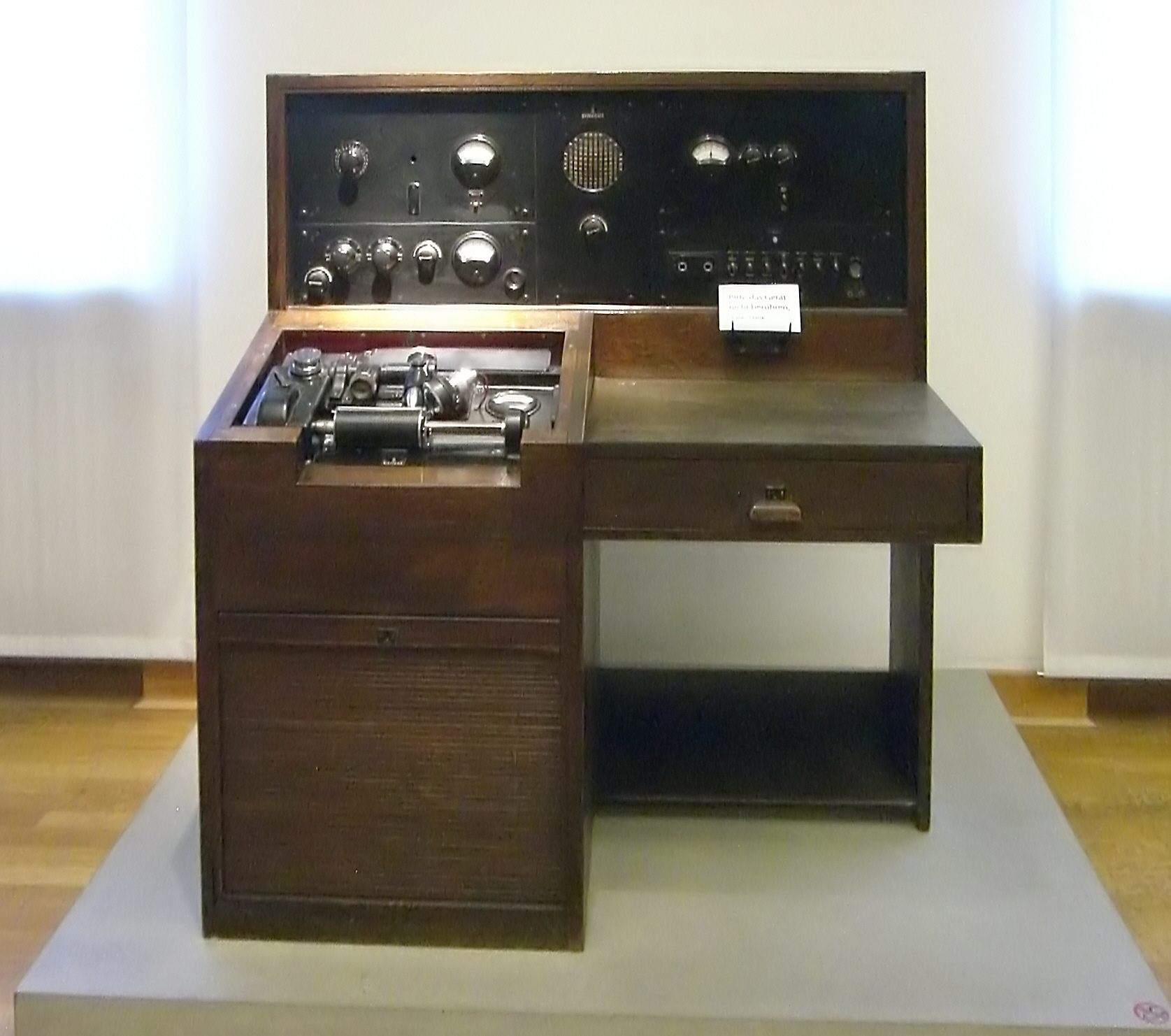
Немецкий бильдаппарат 1940 года

Фототелегра́ф, бильдаппара́т — ранняя технология факсимильной связи, разработанная для передачи полутоновых изображений на расстояние. Фототелеграф широко использовался в новостной фотожурналистике, начиная с первой половины XX века вплоть до распространения цифровых технологий и интернета. Регулярную передачу снимков с мест события в центральный офис начало агентство Ассошиэйтед Пресс в 1935 году. Советская «Фотохроника ТАСС» оснастила корпункты фототелеграфом в 1957 году. Фотографии, переданные фототелеграфом, назывались в СССР «телефото», а в западных странах — «Wirephoto». В профессиональной среде телефотоснимок называли «Бильд».

## Ранние технологии

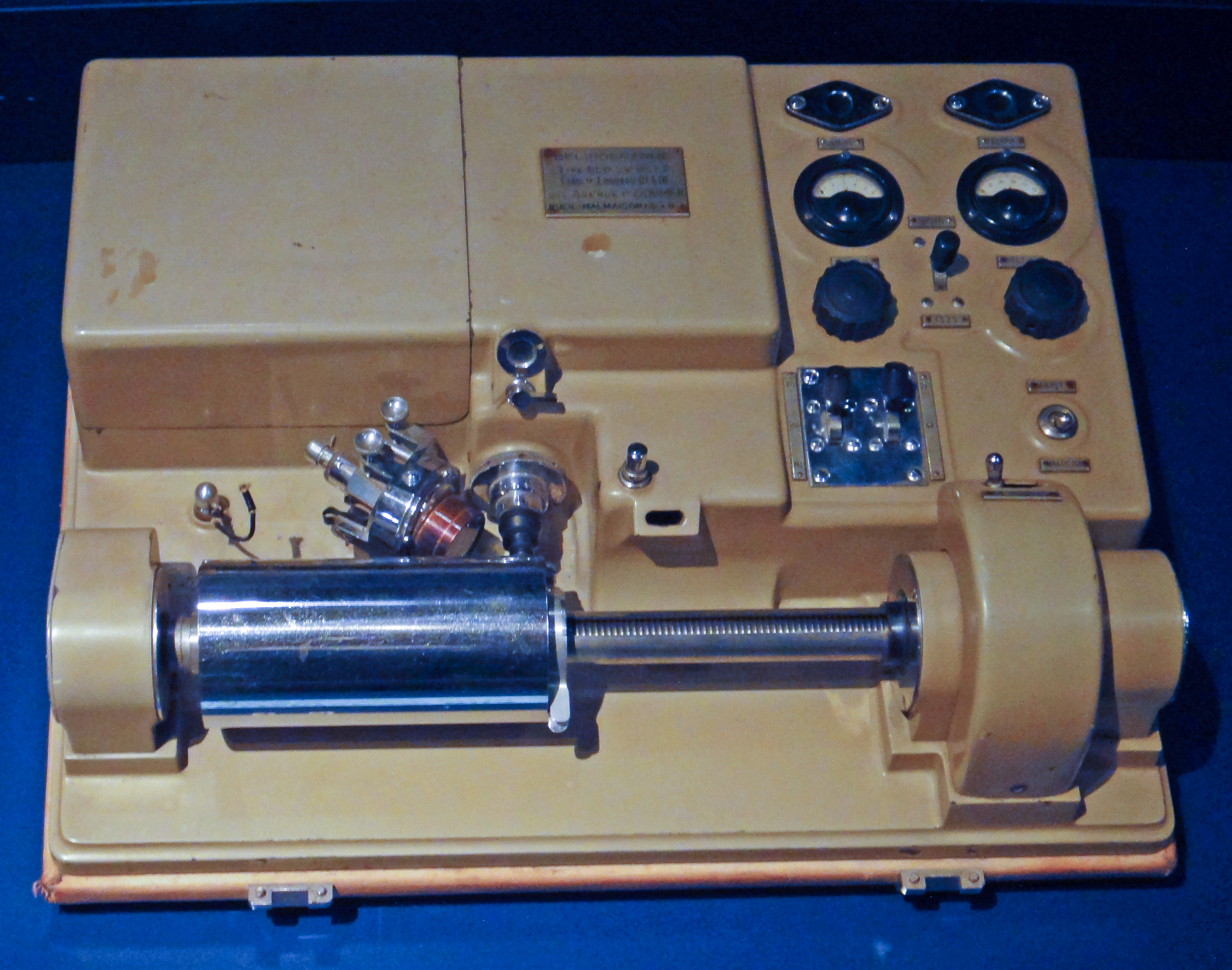
Беленограф модели «BEP-2V» 1953 года

Немецкий изобретатель Артур Корн в 1902 году продемонстрировал первую фотоэлектрическую систему для передачи неподвижных изображений, названную им «Бильдтелеграф». Устройство получило известность 17 марта 1908 года, когда из Парижа в Лондон за 12 минут был передан фотопортрет разыскиваемого преступника, сыгравший решающую роль в его задержании. Аппаратурой Корна были вскоре оборудованы некоторые отделения германской полиции для передачи фотографий и отпечатков пальцев. Почти одновременно в 1907 году французским физиком Эдуардом Беленом был изобретён беленограф (англ. Bellinograph), пригодный для передачи фотографий. Устройство под прижившимся в Европе названием «Белино» было основано не на фотоэлектрическом методе, а на фотогравировке — получении желатинового рельефа дубящим отбеливанием толстой фотоэмульсии снимка. При вращении барабана с фотографией, отпечатанной на специальной фотобумаге с хромированной желатиной, специальный щуп фиксировал изменения рельефа, преобразуя их в электрический сигнал. Отсутствие инерционного фотоэлемента позволило передавать фотографии с высокой скоростью, но недостатком была необходимость специальной обработки фотобумаги. Тем не менее, в европейских СМИ беленограф быстро завоевал популярность и использовался несколько десятилетий.
19 мая 1924 года американский оператор связи AT&T передал из Кливленда в Нью-Йорк 15 фотографий при помощи аппарата, разработанного с участием Гарри Найквиста. Фототелеграф AT&T передавал снимок формата 5×7 дюймов за 7 минут. Снимок, предназначенный для передачи, наматывался на барабан устройства и сканировался фотоэлементом по спирали. Колебания яркости света, отражённого от фотобумаги, преобразовывались в аналоговый видеосигнал звуковой частоты, который мог передаваться по телефонной линии или по радио. В приёмном аппарате на такой же барабан наматывалась светочувствительная фотобумага, которая экспонировалась лампой накаливания, питающейся пульсирующим током полученного сигнала. Вращение передающего и приёмного барабанов синхронизировалось, и после лабораторной обработки экспонированной бумаги получалась копия исходного снимка — фототелеграмма. Из-за инерционности фотоэлементов фототелеграммы тех лет передавались долго и имели очень низкое качество, недостаточное даже для газет. Технологический прорыв осуществил в 1929 году Владимир Зворыкин, повысивший скорость и качество передачи в несколько раз. Снимок размером с печатную страницу передавался всего за 1 минуту. Фотоэлектрический способ передачи снимков под названием «Wirephoto» получил распространение в Америке, тогда как в Европе до Второй мировой войны господствовал беленограф.

## Области применения

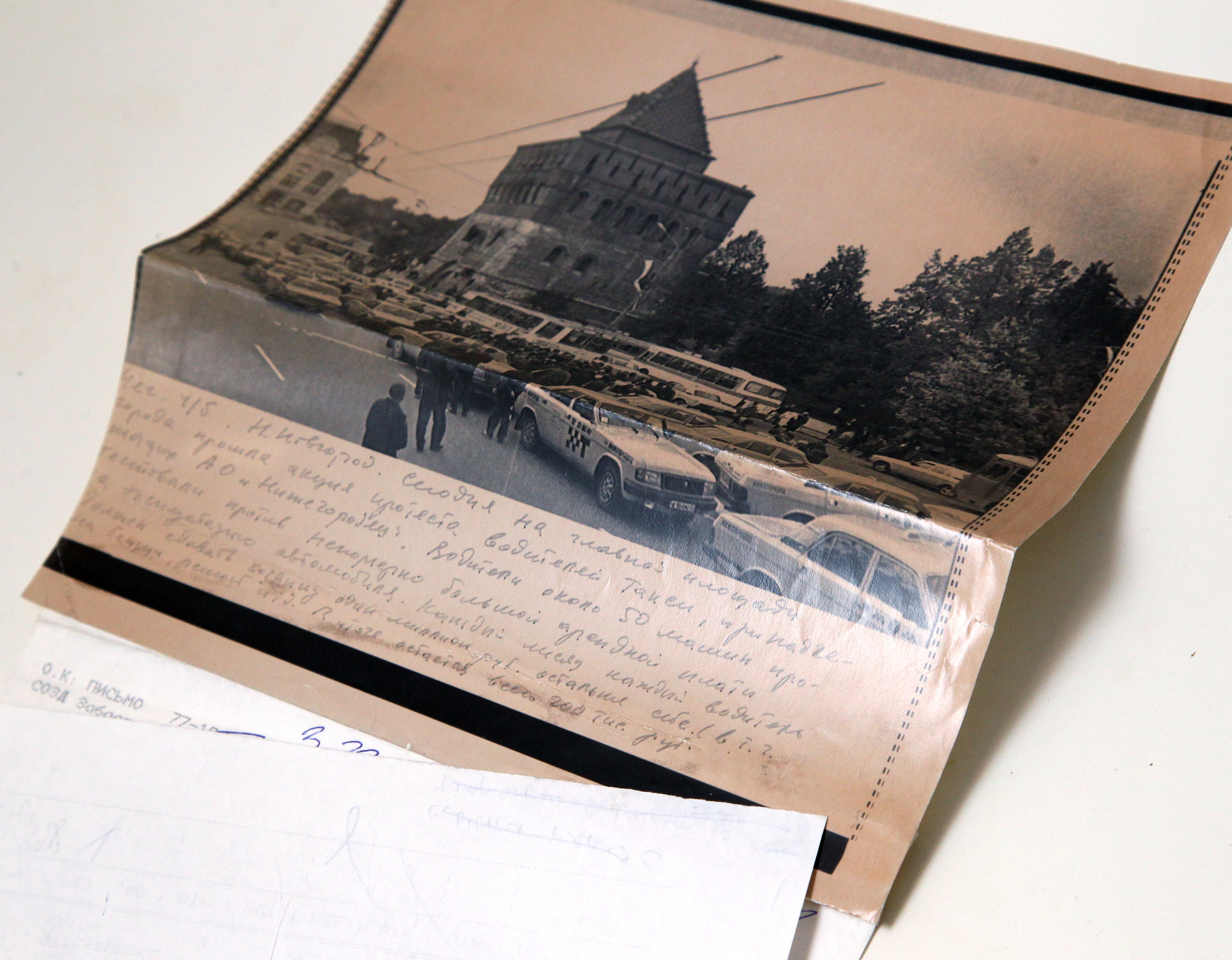
Новостной снимок — «бильд», полученный по фототелеграфу

Фототелеграфные машины начала 1930-х годов были очень дорогими и громоздкими, а кроме того, требовали специальной высококачественной телефонной линии. Новостные агентства, такие как «Ассошиэйтед Пресс», пользовались выделенными телефонными линиями, которые подводились к корпунктам в крупных городах для передачи фотографий с мест. Такая структура требовала дополнительного времени для физической доставки снимка к фототелеграфному аппарату из удалённых районов и снижала оперативность. К середине десятилетия начали появляться более портативные устройства, пригодные для работы с обычными телефонными линиями. Первое практическое применение для них нашлось 12 февраля 1935 года после катастрофы дирижабля «Макон» в заливе Монтерей на западном побережье США. Снимки были переданы в Нью-Йорк по обычной телефонной линии, позволив опубликовать их в ежедневной прессе уже на следующее утро. Вскоре появились бильдаппараты с батарейным питанием, пригодные для работы в полевых условиях. Наиболее популярными из них долго оставались английские устройства «Мюрхэд» (англ. Muirhead). 
Дальнейшее распространение фототелеграфа привело к появлению специализированных агентств фотоинформации, которые использовали технологию не только для получения репортажей от фотокорреспондентов, но и для распространения готовых новостных снимков среди печатных СМИ, а также для международного обмена фотографиями. Во время Второй мировой войны между участниками Антигитлеровской коалиции поддерживалась постоянная фототелеграфная связь по радио, позволявшая оперативно обмениваться фотоинформацией. Благодаря этому, фотографии о важнейших событиях в разных частях света поступали в редакции ежедневных газет стран коалиции в течение нескольких часов. В СССР приём и передача фотоинформации Союзников осуществлялись на Октябрьском радиоцентре. К началу 1960-х годов существовало так называемое «кольцо», в которое были объединены фототелеграфные аппараты крупнейших фотоагентств мира: «Ассошиэйтед Пресс» и «Юнайтед пресс интернэшнл» непрерывно передавали фотографии о важнейших мировых событиях в круглосуточном режиме. 
Кроме фотожурналистики фототелеграф активно использовался правоохранительными органами для передачи фотопортретов разыскиваемых преступников, образцов почерка и дактилоскопических карт. С 1959 года бильдаппарат начал применяться в Японии для передачи готовых газетных полос в удалённые типографии. Полученное изображение выводится на фототехническую плёнку, с которой изготавливаются офсетные печатные формы. В СССР ленинградский тираж свежего номера газеты «Правда» был впервые отпечатан таким способом 17 июня 1964 года. Для передачи газетных полос использовались специальные кабельные или радиорелейные каналы с широкой полосой пропускания до 500 кГц. Как и телетайп, фототелеграф был стандартным оборудованием новостных агентств вплоть до середины 1980-х годов, когда ему на смену пришли цифровые фильм-сканеры, формирующие файлы для передачи по интернету. Основным преимуществом цифровой технологии была возможность передачи цветных фотографий, недоступная большинству бильдаппаратов. Кроме того, сканирование негатива вместо отпечатанного на фотобумаге позитива ускорило передачу, исключив фотопечать. Интернет ещё больше упростил процедуру, поскольку не требует пробных и повторных передач, обычных при сбоях телефонной связи и неудачном проявлении полученной фототелеграммы. В настоящее время файлы фотоснимков, сгенерированные цифровыми фотоаппаратами, передаются в редакции по электронной почте или протоколу FTP. Начиная с 2000 года таким же образом происходит доставка газетных полос.